# Orthosia behrensiana
Orthosia behrensiana är en nordamerikansk fjärilsart som beskrevs av Augustus Radcliffe Grote 1875. Arten ingår i släktet Orthosia och familjen nattflyn. Inga underarter finns listade i Catalogue of Life.